# Front patriotique (Zimbabwe)
Pour les articles homonymes, voir Front patriotique.
 (octobre 2020).
Le Front patriotique (Patriotic Front)  est la coalition fondée le 9 octobre 1976 de l'Union nationale africaine du Zimbabwe (ZANU) de Robert Mugabe et de l'Union du peuple africain du Zimbabwe (ZAPU) de Joshua Nkomo pour lutter contre la domination blanche en Rhodésie sous le gouvernement de Ian Smith. Il bénéficia du soutien à partir du 10 janvier 1977, des Frontline States, (Zambie, Tanzanie ,Botswana, Angola, et Mozambique). Il s'opposa également à deux dirigeants noirs rhodésiens modérés, Abel Muzorewa leader du Conseil National Africain Uni, fondé en 1971 et le révérend Ndabaningi Sitholé, qui fonda en 1975 la Zimbabwe African National Union – Ndonga et qui étaient partisans de négociations avec le gouvernement blanc de Ian Smith et avaient les faveurs du régime d'Apartheid en Afrique du Sud. 
Du 28 octobre au 14 décembre 1976, Mugabe et Nkomo, en tant que chefs du Front patriotique, participent à la conférence de Genève (en) organisée par l'ambassadeur britannique aux Nations unies Ivor Richard ; les autres délégations présentes à cette conférence de Genève furent celle du gouvernement rhodésien dirigé par Ian Smith, celle de l'UANC, conduite par Muzorewa et James Chikerema, Quant à Sitholé alors en lutte avec Mugabe pour le contrôle de la ZANU il exigea d'être désigné chef de la délégation de la ZANU. (Sitholé fut l'invité de dernière minute à cette conférence), (il fut initialement exclu des projets britanniques de conférence constitutionnelle sur l'avenir de la Rhodésie, parce qu'il manquait de soutien militaire et politique). (Finalement, Sitholé reçut une invitation pour participer à la conférence de Genève le 18 octobre 1976) Après six semaines de négociations, cette conférence de Genève fut un échec.
En 1978, le Front patriotique (Patriotic Front) condamna le règlement  interne négocié depuis le mois de décembre 1977, entre Muzorewa, le révérend Sitholé, et le chef Jeremiah Chirau et Ian Smith qui signent l'accord le 3 mars 1978. (un accord annoncé dès le 15 février 1978 par Ian Smith et le dr Eliot Gabella du Zimbabwe African National Union – Ndonga), aile modéré de la Zimbabwe African National Union . Ce faisant Smith, Muzorewa et Sitholé prennent de vitesse l'ambassadeur des États-Unis aux nations unies Andrew Young, Cyrus Vance le secrétaire d'état et le ministre des affaires étrangères anglais David Owen qui avaient tenté depuis le 30 janvier 1978 de convaincre à Malte les leaders du Front patriotique, Joshua Nkomo et Robert Mugabe d’accepter le plan anglo-américain de règlement négocié.
En 1979 le Front patriotique décide de boycotter les premières élections multiraciales en Rhodésie qui donnent la victoire au Conseil National Africain Uni de l’évêque Abel Muzorewa. En 1979, le Front patriotique était l'interlocuteur principal du gouvernement de Londres et de celui de Zimbabwe-Rhodésie lors des accords de Lancaster House. qui durent du 10 septembre au 17 décembre 1979.  Lors des élections de 1980 les deux partis se présentent séparément, l'Union du peuple africain du Zimbabwe en tant que Front patriotique et l'Union nationale africaine du Zimbabwe sous la bannière d'« Union nationale africaine du Zimbabwe - Front patriotique ». En 1988 l'Union nationale africaine du Zimbabwe absorbe définitivement l'Union du peuple africain du Zimbabwe et se nomme depuis Union nationale africaine du Zimbabwe – Front patriotique.